# Жонгар-Алатау (національний парк)
Жонгар-Алатау державний національний природний парк (каз. Жоңғар Алатауы мемлекеттік ұлттық табиғи паркі) створений згідно з Постановою Уряду РК № 370 від 30 квітня 2010. Розташований в Аксуському, Саркандському та Алакольському районах Жетисуської області Казахстану. Загальна площа природного парку становить 356 022 га.
Повне найменування українською мовою: державна установа «Жонгар-Алатауський державний національний природний парк» Комітету лісового та мисливського господарства Міністерства екології, геології та природних ресурсів Республіки Казахстан. Установа є юридичною особою та має категорію республіканського значення.

## Розташування

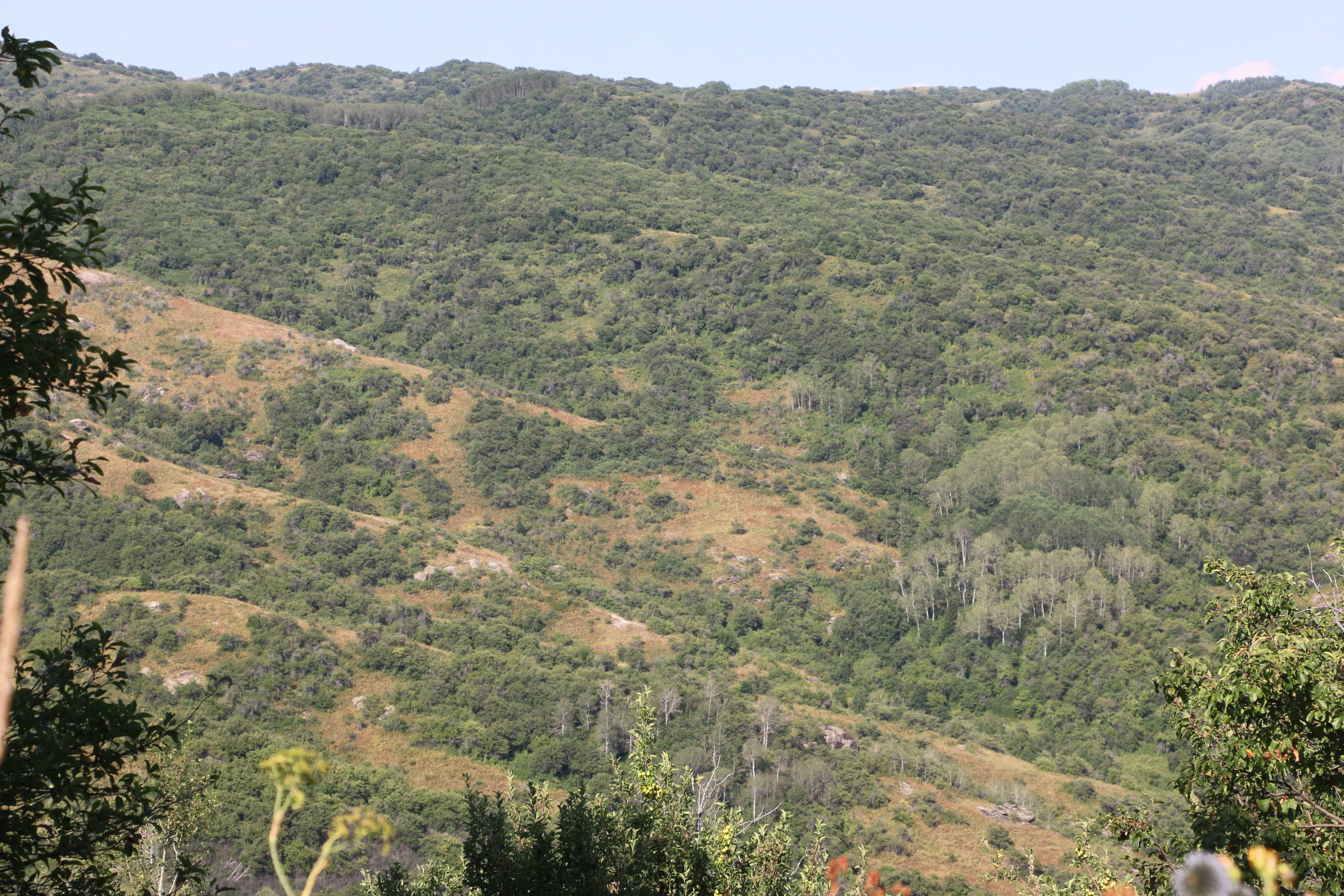
Дикі яблуні Сіверса в національному парку

Відкриття нового природного парку стало результатом багаторічної роботи екологів, фахівців у галузі лісового господарства, громадськості, державних органів. Сприяння розробці обґрунтування та технічної документації для створення парку надали: Уряд Республіки Казахстан, Глобальний Екологічний Фонд, Програми розвитку ООН «Збереження in-situ гірського агробіорізноманіття в Казахстані». З їх допомогою розробляються та здійснюються комплекси заходів щодо підтримки глобально значущого агробіорізноманіття дикоплодових лісів на території південно-східного Казахстану.
Жонгар-Алатау національний парк має філії:
1. Саркандський, Жетисуська обл., Саркандський р-н, м. Сарканд;
2. Лепсинський, Жетисуська обл., Алакільський р-н, с. Лепсі;
3. Алакільський, Жетисуська область, Алакільський район, с. Кокжар.

## Флора і фауна
Жонгар-Алатау національний парк створений з метою збереження біорізноманіття (у тому числі генофонду глобально значущих дикоплодових лісів) та природних гірських ландшафтів, що мають особливу екологічну, генетичну, історичну та естетичну цінність. Особлива увага приділяється збереженню та відновленню унікальних яблуневих лісів (яблуня Сіверса, яка є прародительницею всіх культурних сортів яблуні світу, яблуня Недзвецького) — джерела генетичних ресурсів світового значення.
У природному парку, за рахунок розташування, зростають різноманітні дикі плодово-ягідні види дерев та чагарників: абрикос звичайний, барбарис кругло плодовий, тянь-шанська вишня, шипшина Альберта, смородина Мейєра тощо. На території парку зростає 2168 видів рослин, з яких 76 ендемічні та трапляються тільки на цьому хребті. За різноманітністю тваринного світу природний парк поступається лише Алтаю.
Фауна парку становлять: кісткова риба — 2 види, земноводні — 2 види, плазуни — 8 видів, птиці — 238 видів, ссавці — понад 50 видів. Також на території парку трапляються рідкісні та зникаючі види тварин: данатинська жаба (середньоазійська_жаба), чорний лелека, беркут, бородач, балабан, пугач, тянь-шанський бурий ведмідь, кам'яна куниця, туркестанська рись, сніговий барс тощо.